# 中華人民共和国の河川の一覧
中華人民共和国の河川の一覧（ちゅうかじんみんきょうわこくのかせんのいちらん）は、中華人民共和国（中国）を流れる河川の一覧である。 

## 概要

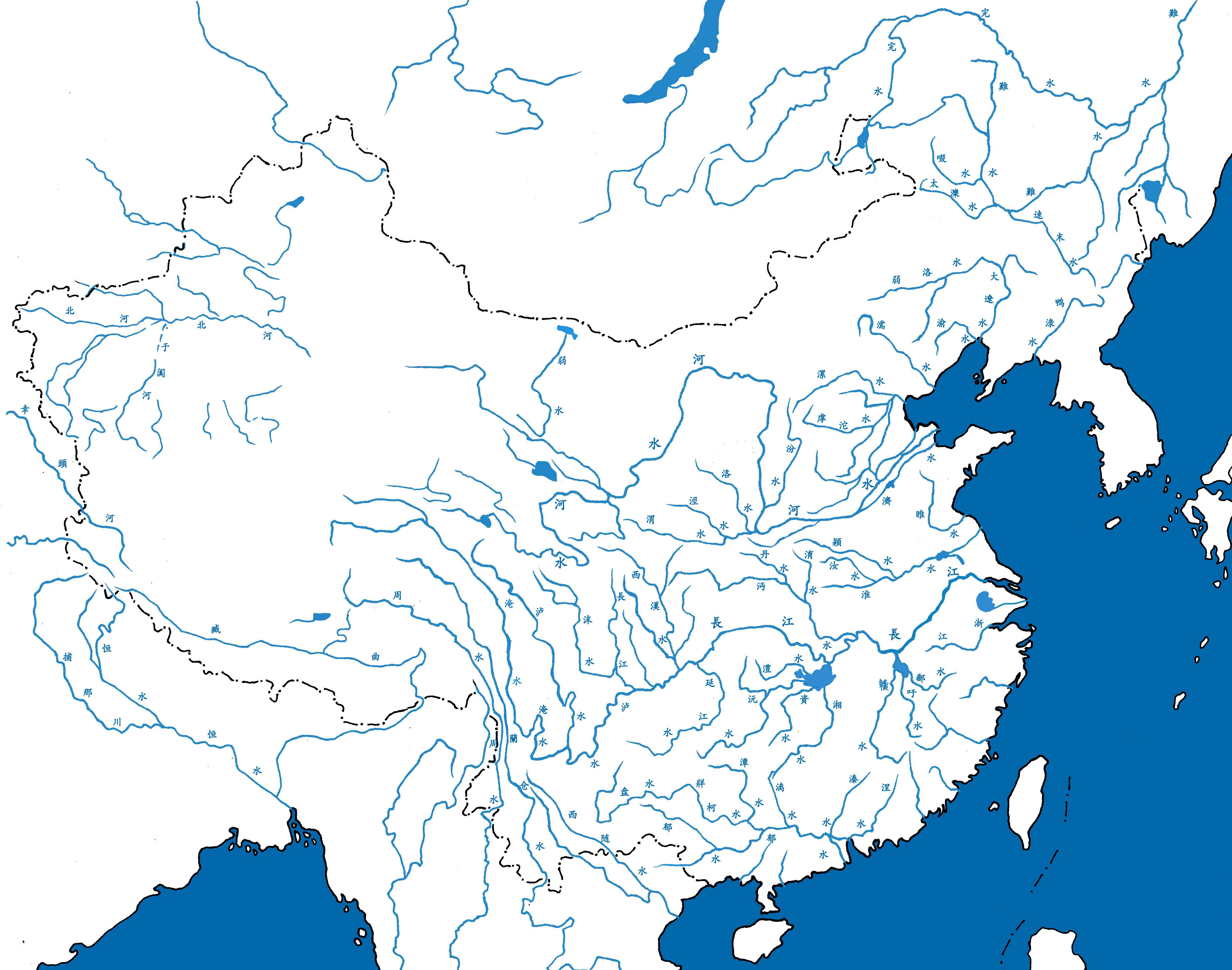
中国の主要河川図

中華人民共和国の東部には大規模な7つの水系、すなわち黒竜江、遼河、海河、黄河、淮河、長江、珠江があり、西部にはタリム川、ヤルンツァンポ川の二大水系がある。ほかにもこの規模には及ばないものの、多数の海へ通じる河川、内陸河川、国境を超える河川があるほか、京杭大運河、霊渠、南水北調などの人工河川（運河）が存在する。
世界にある長さ順の上位10河川のうち、複数河川の全流域を1か国で保持するのは中国のみである（長江、黄河）。また世界的に大規模な河川を他国と共有している例が6例あり、黒竜江（アムール川上流）、エルティシ川（オビ川上流）、瀾滄江（メコン川上流）、怒江（サルウィン川）、ヤルンツァンポ川（ガンジス川、ブラマプトラ川上流）、獅泉河（インダス川上流）がある。
2010年から2012年にかけて中国全土で行われた水利調査によれば、香港とマカオを除く中華人民共和国内で50平方キロメートル以上の流域面積を持つ河川は45203本で、総延長は150万8500キロメートルに及ぶ。

## 河川の一覧
各河川を河口位置の概ね北から南の順に列挙する。主要支流は下流から上流の順に記載。別名などは（）内に記載。同一河川の途中で名称が変わる場合は「-」で区切って記載している。
※は中国国内を流れないが国境付近のため便宜上記載した河川。
なお、香港の河川については香港の河川の一覧（英語版）を参照。

### オホーツク海
- 黒竜江（アムール川）：河口はロシア。

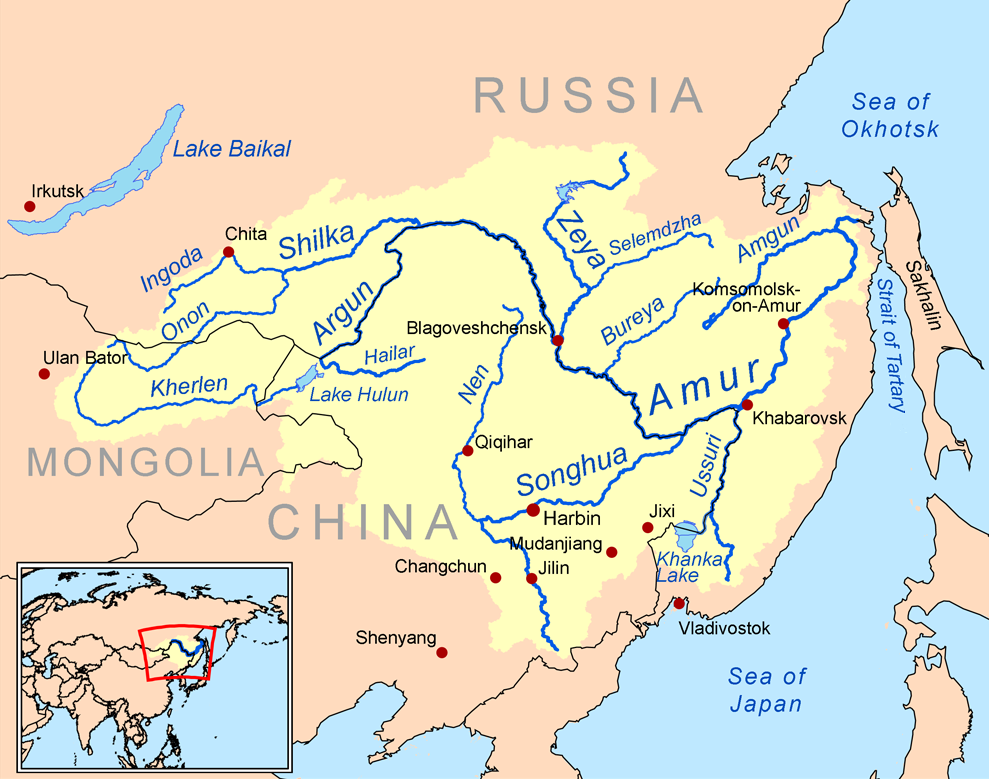
アムール川（黒竜江）流域図

  - ウスリー川：流路の一部と合流点は中国・ロシア国境。
    - 穆棱河（ムレン川）
    - ソンガチャ川（松阿察河）

  - 松花江
    - 牡丹江
    - 呼蘭河（中国語版）
    - 阿什河（中国語版）
    - 拉林河（中国語版）
    - 嫩江
      - 霍林河（中国語版）
      - 洮児河
      - 綽爾河
      - 雅魯河
      - 訥謨爾河
      - 甘河

    - 飲馬河（中国語版）
      - 伊通河

    - 輝発河 (満語：ホイファ･ビラ)

  - 呼瑪河
  - アルグン川（額爾古納河）：流路が中国・ロシア国境。
    - ハイラル川（海拉爾河）
    - ヘルレン川（克魯倫河）：上流はモンゴル
      - フルン湖（呼倫湖）
        - オルシュン川（烏爾遜河）（中国語版）
          - ハルハ川（哈拉哈河）：流路の一部が中国・モンゴル国境。

### 日本海

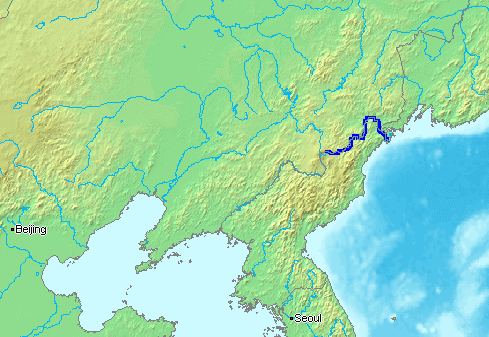
豆満江流路図

- 綏芬河：河口はロシア。
- 豆満江：河口はロシア・北朝鮮国境。
  - 琿春河（中国語版）
  - 嘎呀河

### 黄海（北岸）

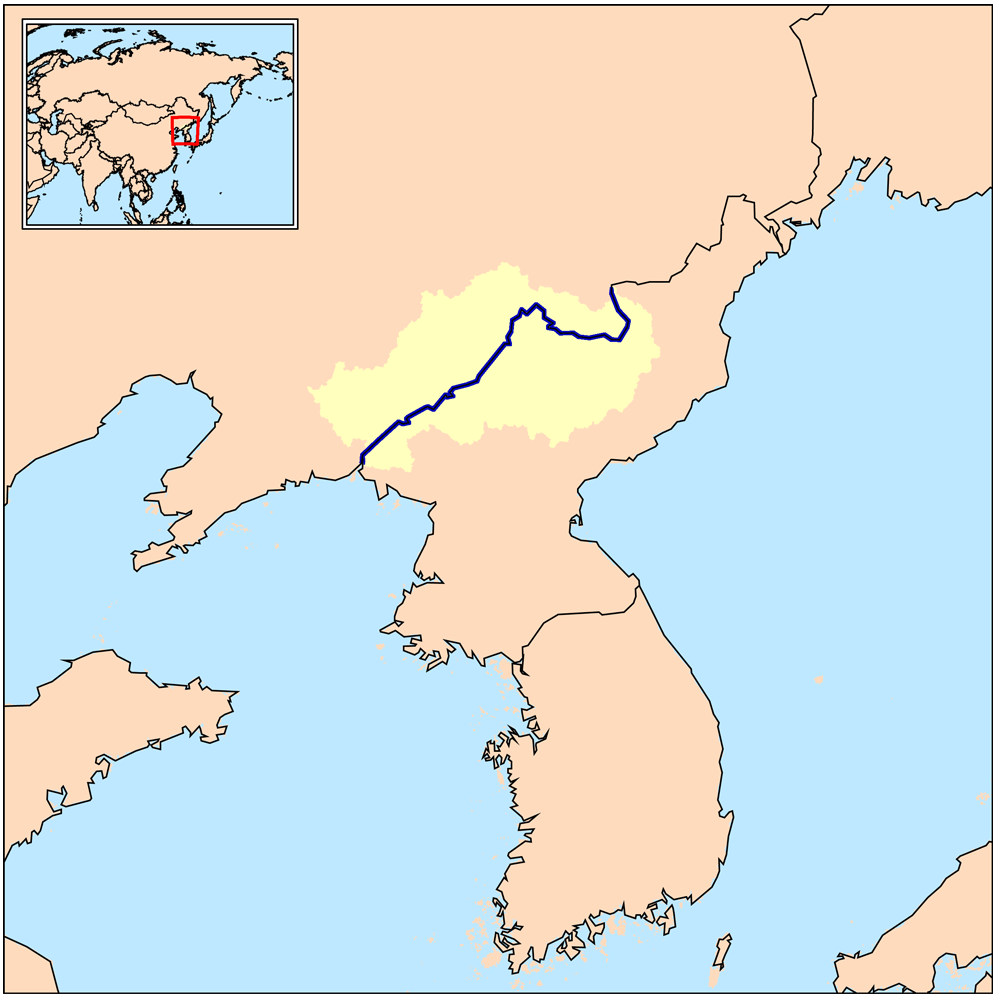
鴨緑江流路図

- 鴨緑江：河口は北朝鮮・中国国境。
  - 愛河 (丹東市)
  - 渾江 (鴨緑江支流)
- 大洋河
- 湖里河
- 英那河
- 荘河 (遼寧省の河川)
- 小寺河
- 碧流河

### 渤海

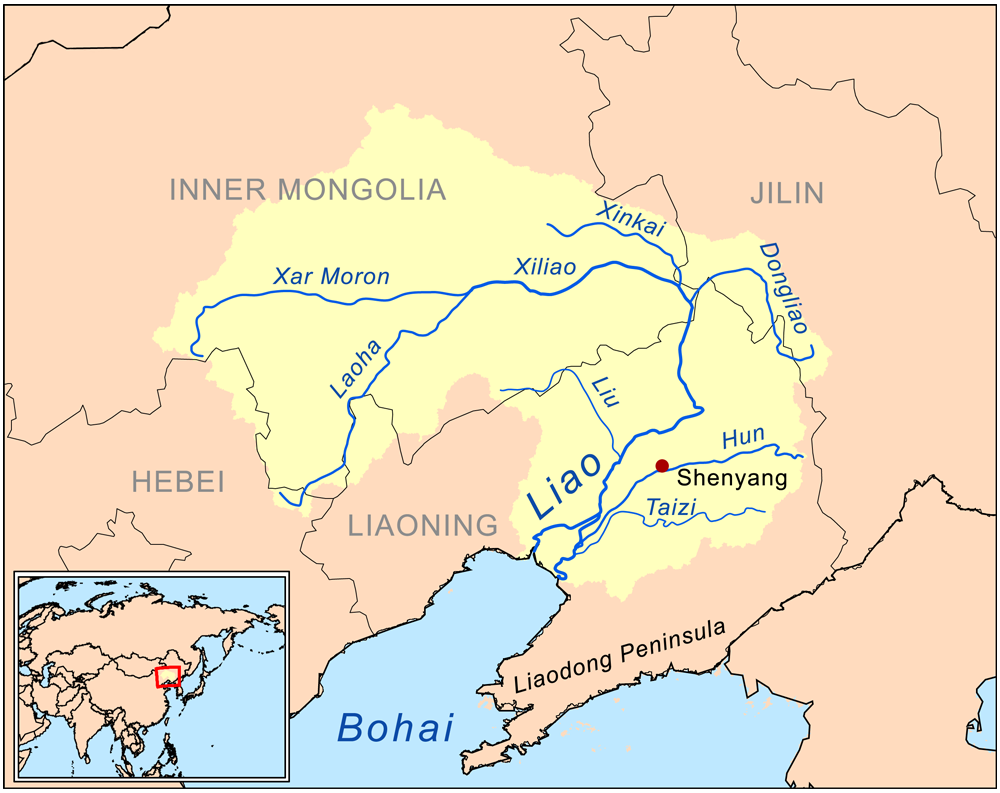
遼河流域図

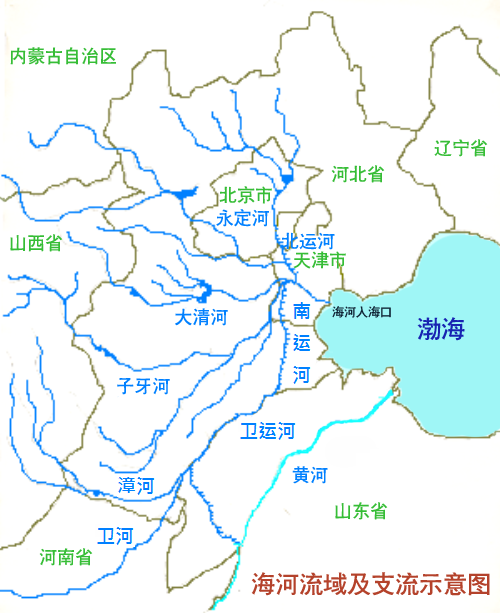
海河流域図

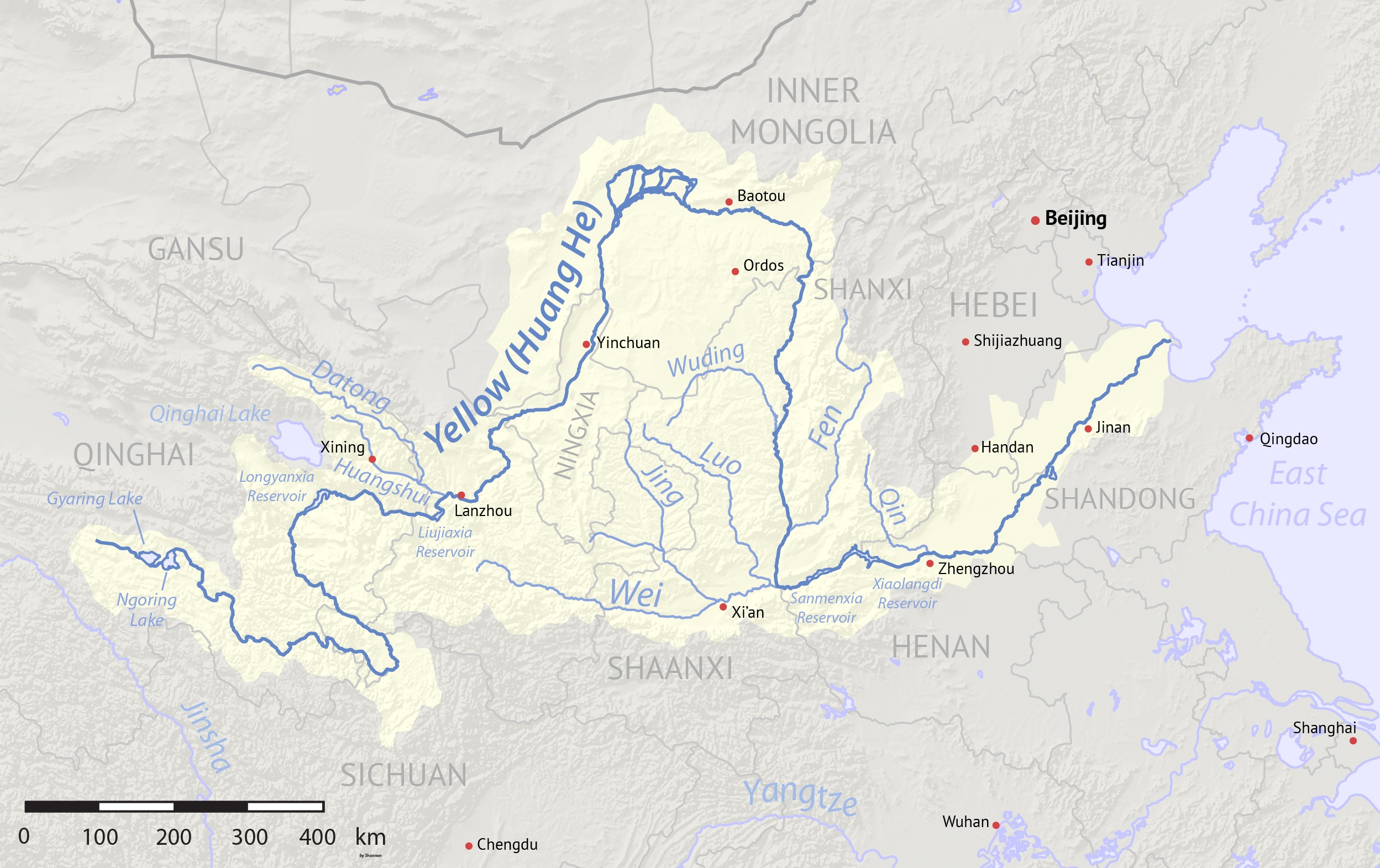
黄河流域図

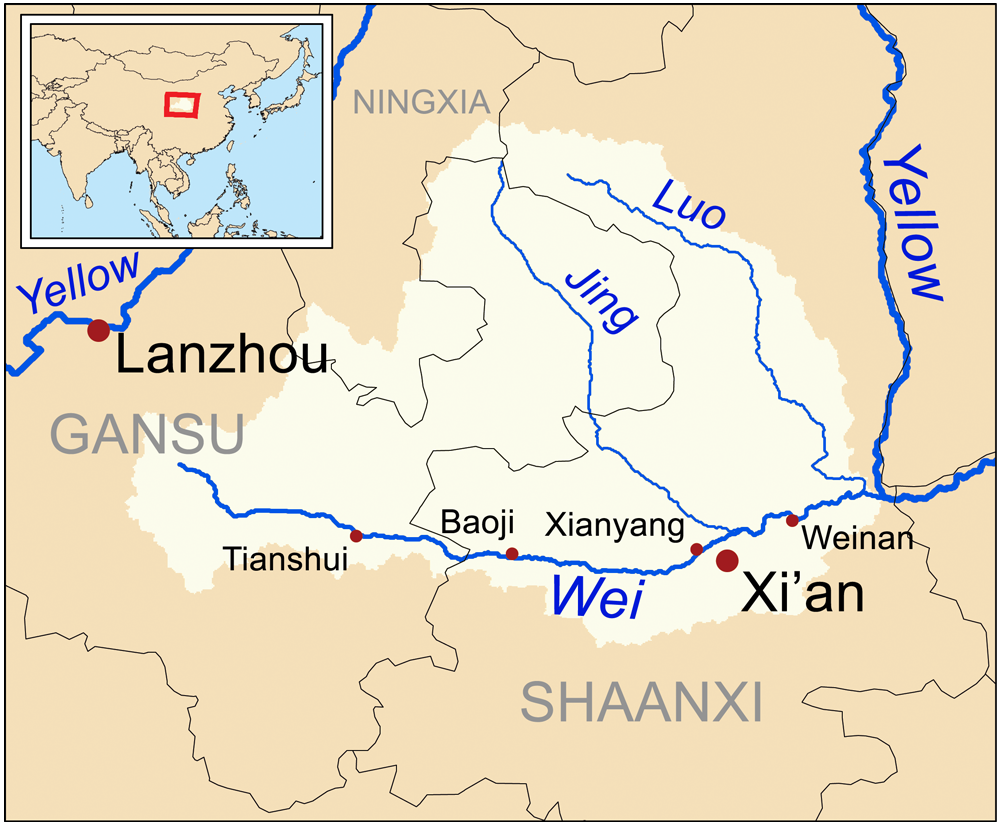
渭河流域図

- 鞍子河
- 復州河
- 大清河 (渤海)
- 大遼河（中国語版）
  - 太子河
  - 渾河
    - 蘇子河 (満語：スクスフ･ビラ)
- 双台子河-遼河
  - 繞陽河（中国語版）
  - 柳河 (遼河支流)（中国語版）
  - 清河 (遼河支流)（中国語版）
  - 東遼河
  - 西遼河
    - 新開河（中国語版）
      - ウルジムレン河（烏爾吉木倫河）

    - 教来河（中国語版）
    - シラムレン川（西拉木倫河）
    - 老哈河（中国語版）
- 大凌河
- 小凌河
- 煙台河
- 六股河
- 狗河
- 石河
- 九江河
- 大石河（中国語版）
- 戴河
- 洋河 (河北省の河川)
- 灤河
- 薊運河（中国語版）

- 海河
  - 永定河
    - 北運河（中国語版）
      - 潮白河（中国語版）

    - 桑乾河
    - 洋河

  - 子牙河
    - 大清河
      - 拒馬河（中国語版）

    - 南運河（中国語版）
      - 衛河
        - 漳河

    - 滏陽河
      - 滹沱河
- 宣恵河
- 漳衛新河
- 馬頬河（中国語版）
- 徒駭河（中国語版）

- 黄河
  - 済水（大清河）
  - 大汶河（東平湖）（中国語版）
  - 沁河（中国語版）
  - 伊洛河（中国語版）
    - 伊河（中国語版）
    - 洛河

  - 渭河
    - 北洛河（中国語版）
    - 涇河（中国語版）
    - 灞河（中国語版）
      - 滻河（中国語版）

    - 石頭河（中国語版）
    - 麦李河（中国語版）

  - 汾河
    - 瀟河（中国語版）

  - 延河（中国語版）
  - 無定河（中国語版）
  - 窟野河（中国語版）
  - 清水河 (黄河)（中国語版）
  - 大黒河（中国語版）
  - 祖厲河（中国語版）
  - 荘浪河
  - 湟水（中国語版）
    - 大通河（中国語版）

  - 洮河（中国語版）
  - 隆務河
  - 大夏河（中国語版）
  - 黒河 (四川)（中国語版）
  - 白河 (黄河)（中国語版）
  - 鄂陵湖（中国語版）
  - 扎陵湖（中国語版）
- 小清河（中国語版）
  - 淄河（中国語版）
- 弥河（中国語版）
- 白浪河（中国語版）
- 濰河（中国語版）
- 膠萊河（中国語版）
- 王河（中国語版）
- 界河（中国語版）
- 黄水河（中国語版）

### 黄海（南岸）
- 大沽夾河（中国語版）
- 辛安河（中国語版）
- 母猪河（中国語版）
- 黄塁河（中国語版）
- 乳山河（中国語版）
- 五龍河（中国語版）
- 張村河（中国語版）
- 白沙河（中国語版）
- 墨水河（中国語版）
- 大沽河（中国語版）
  - 南膠萊河（中国語版）
    - 膠河（中国語版）
- 洋河 (青島市)（中国語版）
- 巨洋河（中国語版）
- 王戈荘河（中国語版）
- 白馬-吉利河（中国語版）
- 潮河（中国語版）
- 傅疃河（中国語版）
- 繍針河（中国語版）
- 新沭河（中国語版）
- 新沂河（中国語版）-沂河
  - 沭河
  - 微山湖（南陽湖）（中国語版）
    - 東魚河（中国語版）
    - 洙趙新河（中国語版）
    - 泗河
    - 梁済運河（中国語版）
- 灌河 (黄海)（中国語版）
- 淮河入海水道（中国語版）、蘇北灌漑総渠（中国語版）

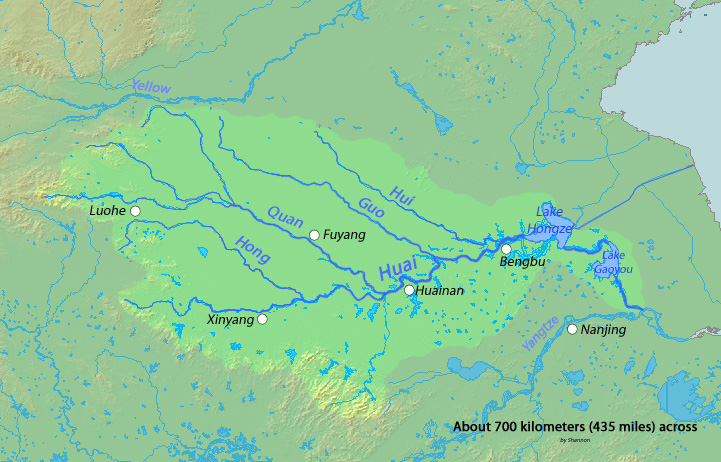
淮河流域図

- 淮河[2]
  - 洪沢湖
    - 濉河（中国語版）
      - 奎河（中国語版）

    - 新汴河（中国語版）
    - 懐洪新河（中国語版）
      - 沱河（中国語版）
      - 澮河（中国語版）

  - 池河（中国語版）
  - 渦河
  - 西淝河（中国語版）
  - 東淝河（中国語版）
  - 潁河
  - 淠河（中国語版）
  - 小潤河
  - 谷河
  - 史灌河（中国語版）
    - 灌河（中国語版）

  - 白露河（中国語版）
  - 洪河（中国語版）
    - 汝河（中国語版）

  - 潢河（中国語版）
  - 閭河 (淮河)
  - 明河（中国語版）
  - 游河（中国語版）
  - 月河 (淮河)（中国語版）
- 射陽河（中国語版）
- 新洋港（中国語版）

### 東シナ海
- 長江（揚子江）
  - 黄浦江
    - 呉淞江

  - 太湖
    - 苕渓（中国語版）
      - 西苕渓（中国語版）
        - 大渓 (西苕渓)

  - 京杭大運河
  - 夾江 (江蘇省の河川)[3]
    - 高郵湖
      - 三河 (江蘇省の河川)
        - 洪沢湖[2]

  - 滁河（中国語版）
  - 秦淮河
  - 姑渓河
    - 石臼湖（中国語版）

  - 裕渓河（中国語版）
    - 巣湖
      - 南淝河（中国語版）

  - 水陽江
  - 青弋江
    - 荊山河
    - 倒逆河
    - 渣渓河
    - 麻川河
    - 太平湖（中国語版）
      - 三渓口
      - 舒渓河
      - 清渓河 (青弋江)

  - 鄱陽湖
    - 贛江
      - 章水（中国語版）
      - 貢水（中国語版）
        - 梅江 (贛江支流)（中国語版）
        - 湘江 (貢江支流)

    - 修水
    - 鄱江
      - 昌江
      - 楽安河

    - 撫河
    - 信江

  - 富水（中国語版）
  - 灄水
  - 漢江 (中国)
    - 溳水（府河）（中国語版）
    - 堵河（中国語版）
    - 池河 (漢江)（中国語版）
    - 牧馬河 (漢江)（中国語版）

  - 洞庭湖
    - 汨羅江
    - 湘江
      - 潙水河
      - 撈刀河
      - 瀏陽河
      - 漣水
      - 洣水
      - 耒水
      - 蒸水（中国語版）
      - 祁水
      - 瀟水

    - 資江
    - 沅江
      - 酉水

長江流域図

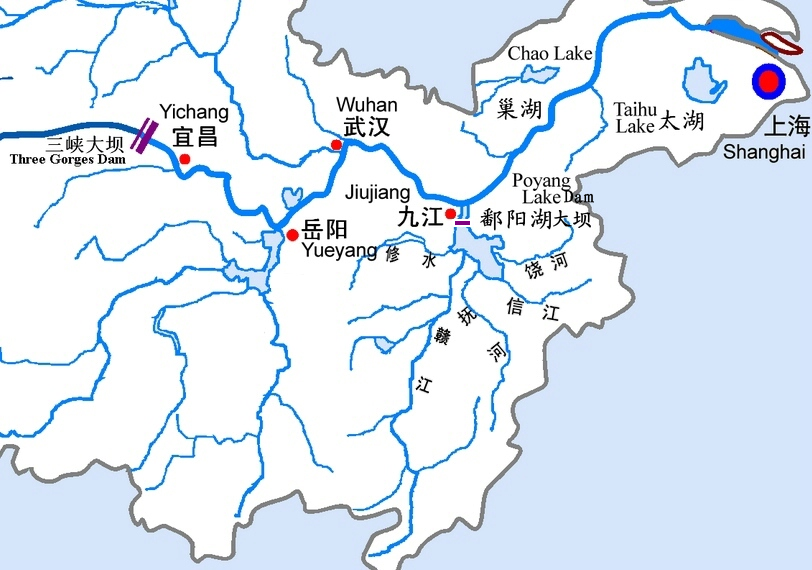
鄱陽湖周辺図

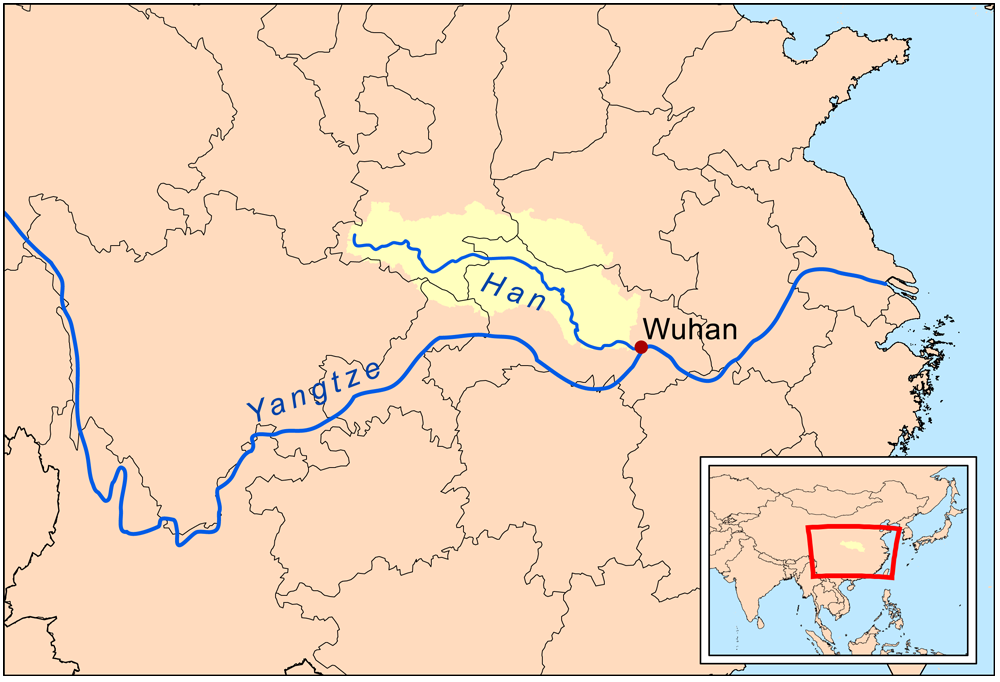
漢江流域図

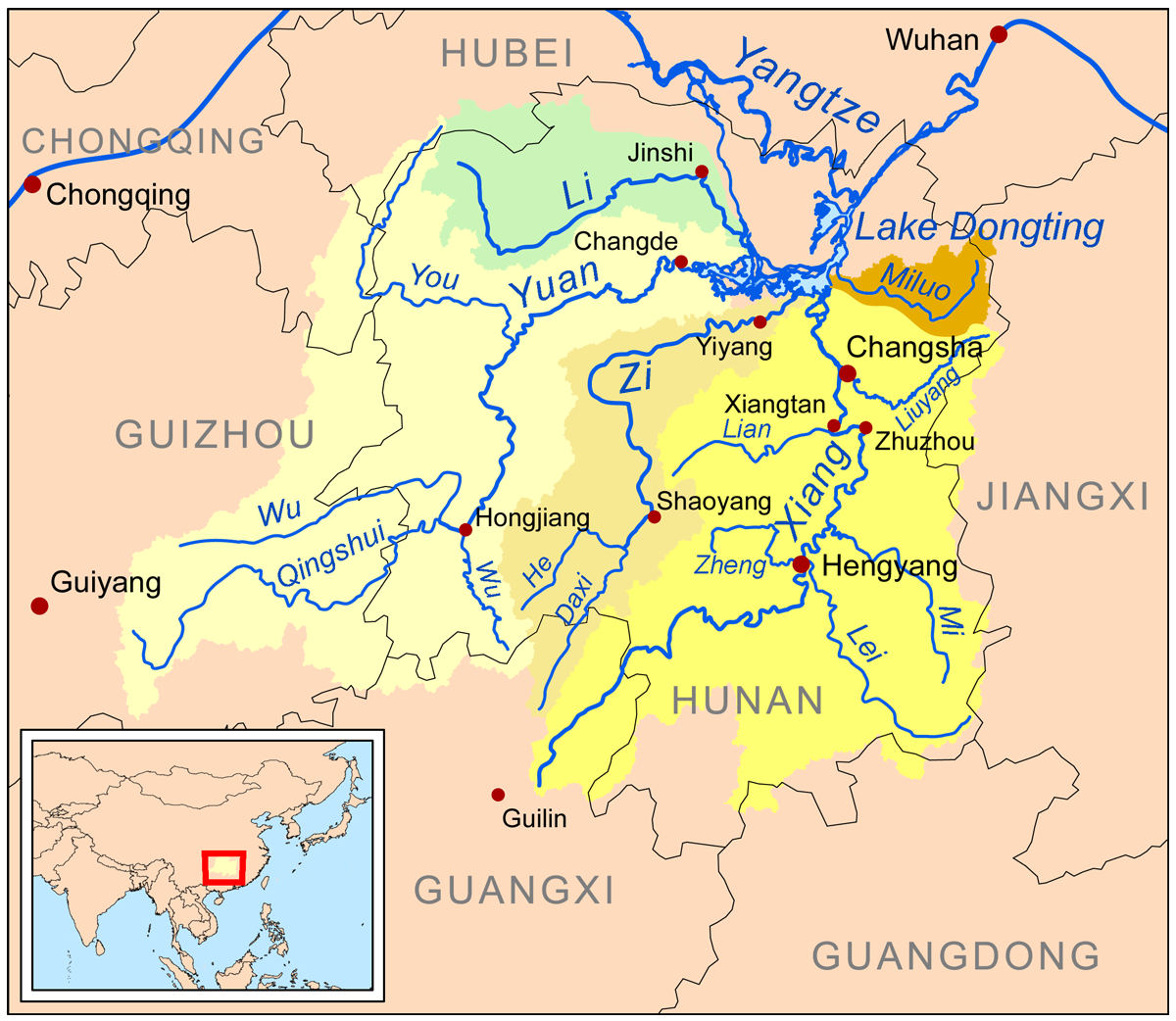
洞庭湖流域図

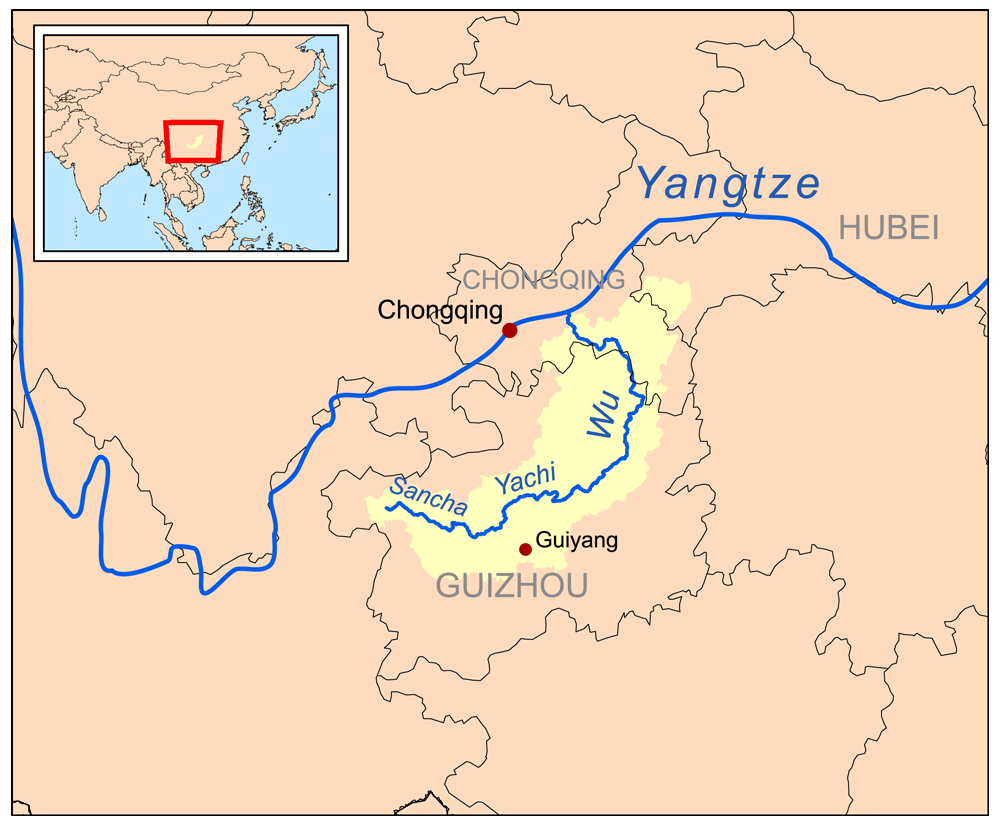
烏江流域図

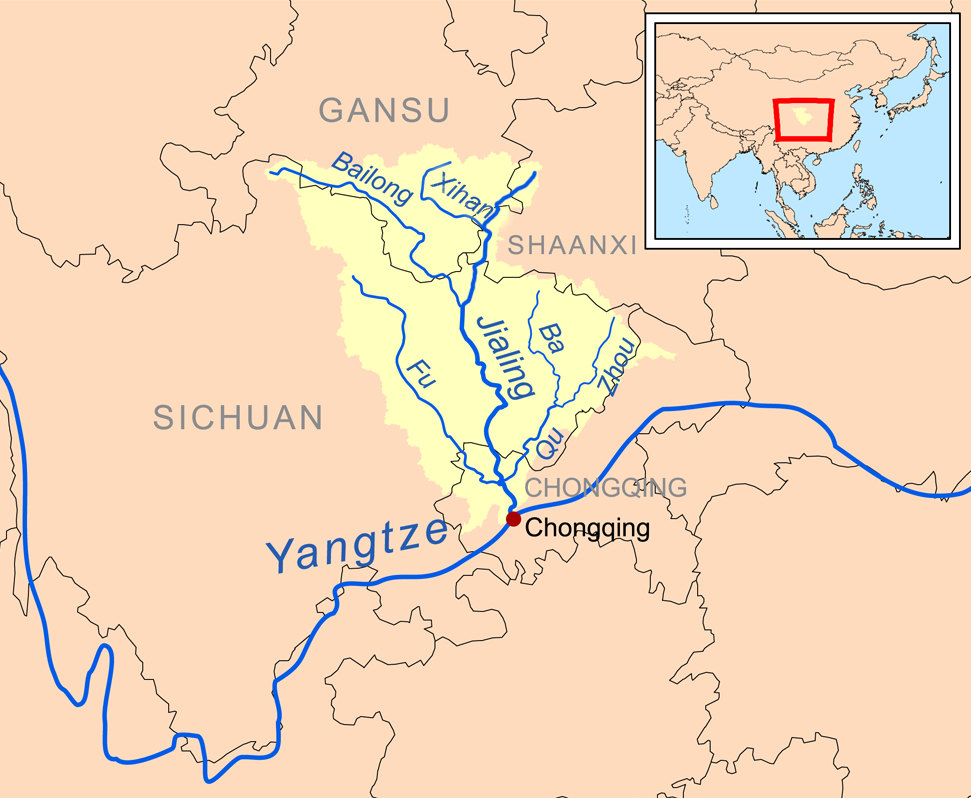
嘉陵江流域図

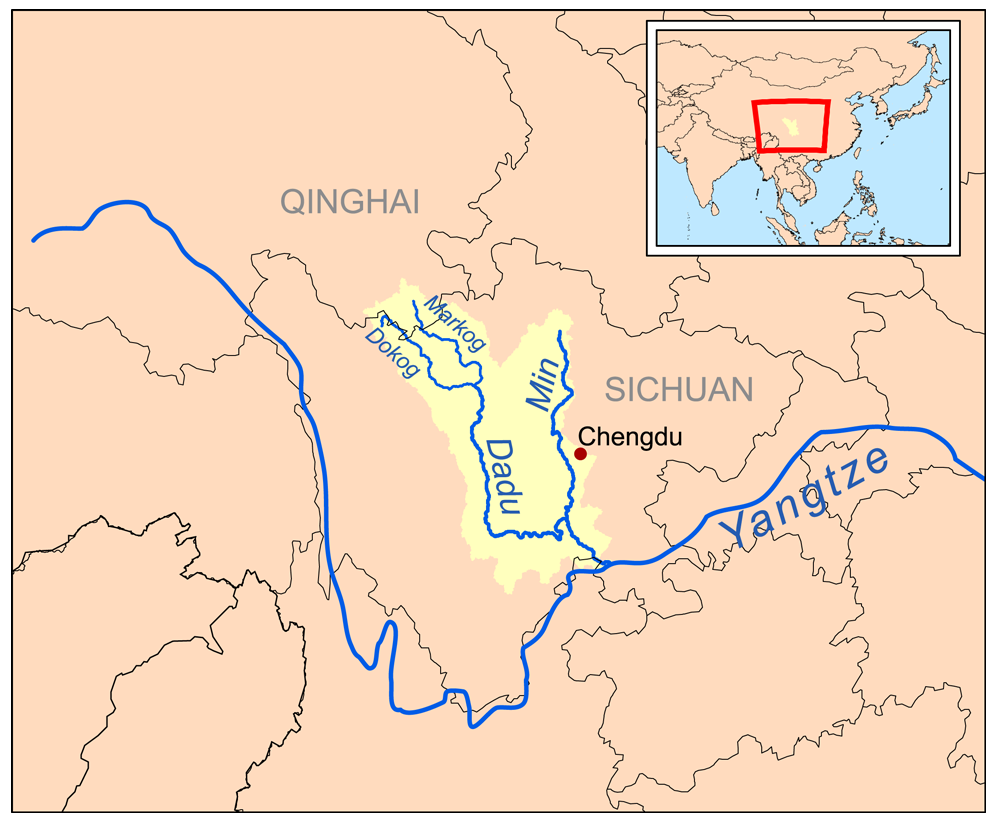
岷江流域図

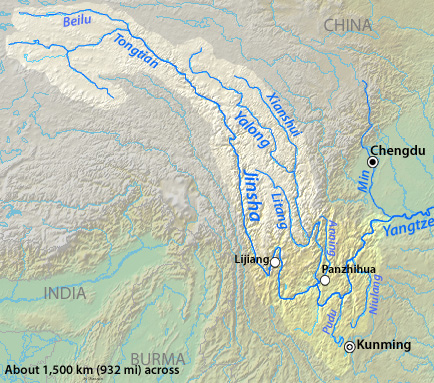
金沙江流域図

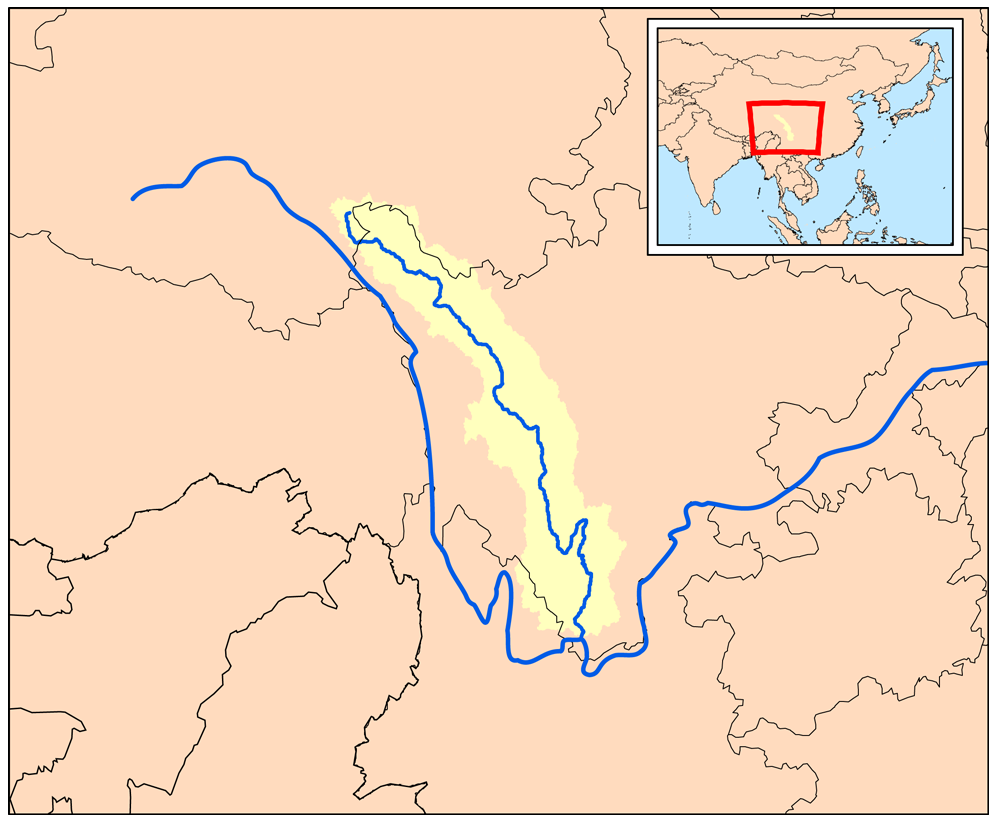
雅礱江流域図

      - 洪江 (沅水支流)（巫水）（中国語版）

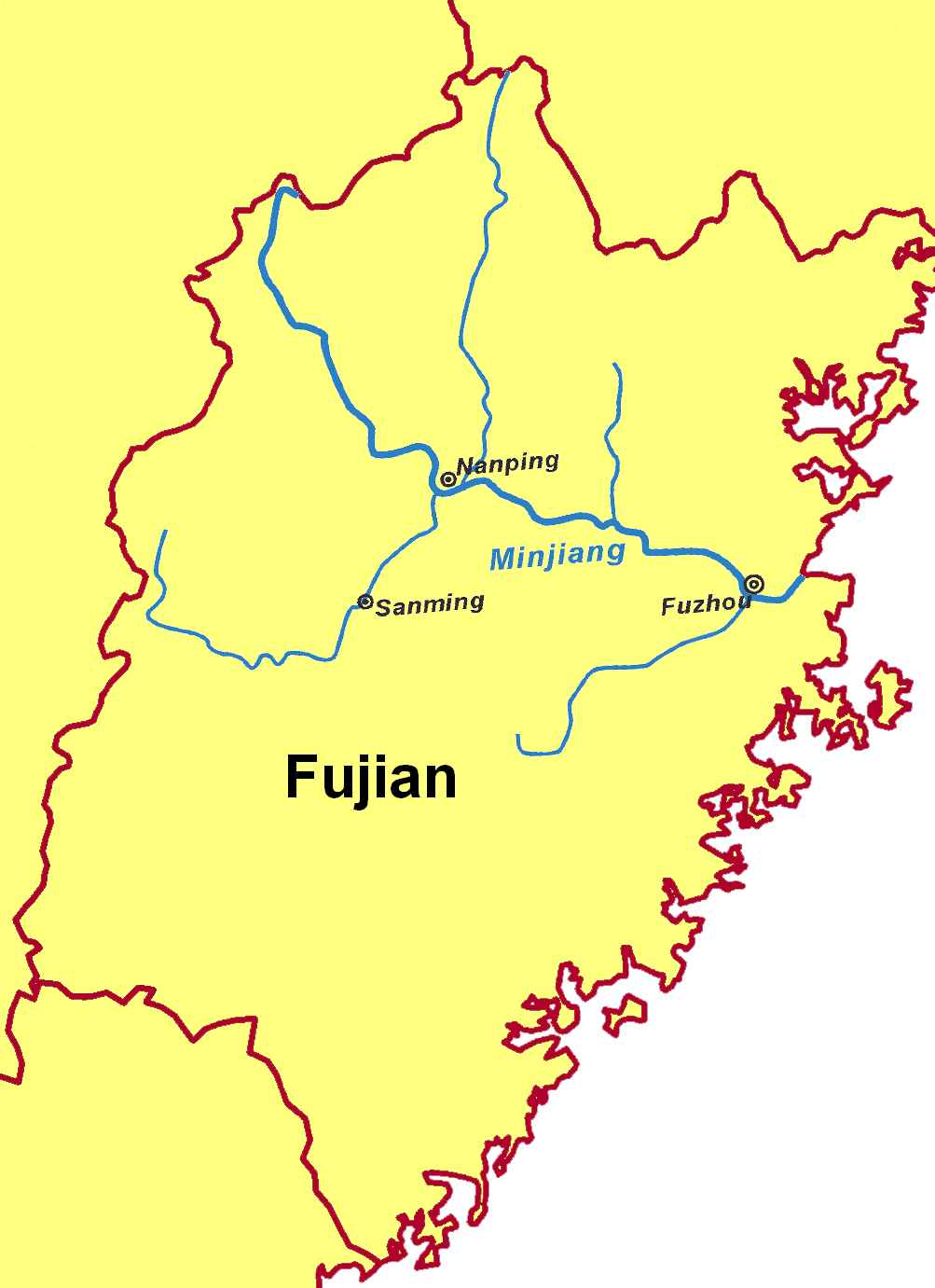
閩江流域図

    - 澧水
      - 漊水（中国語版）

  - 沮漳河
  - 清江
  - 黄柏河（中国語版）
  - 神農渓（中国語版）
  - 大寧河
  - 磨刀渓（中国語版）
  - 烏江
    - 芙蓉江（中国語版）
    - 清水河 (烏江支流)（中国語版）
      - 南明河（中国語版）
        - 花渓河

    - 六衝河（中国語版）

  - 龍渓河（中国語版）
  - 嘉陵江
    - 涪江
    - 渠江-巴河
      - 州河（中国語版）
      - 大通江（中国語版）

    - 白龍江（中国語版）
      - 白水江（中国語版）

    - 西漢水（中国語版）

  - 綦江 (河川)（中国語版）
    - 筍渓河（中国語版）

  - 赤水河
  - 沱江
  - 永寧河 (長江支流)（中国語版）
  - 岷江
    - 大渡河
      - 青衣江
      - 南椏河
      - 大金川（中国語版）
        - 綽斯甲河（中国語版）

    - 錦江 (四川省)（府河）

  - 金沙江
    - 横江 (金沙江支流)（中国語版）
    - 牛欄江
    - 普渡河
      - 滇池

    - 龍川江 (金沙江支流)（中国語版）
    - 雅礱江
      - 安寧河
      - 理塘河
      - 鮮水河

    - 魚泡江
    - 水落河（中国語版）
    - 定波河
    - 碩多崗河（中国語版）
    - 札曲（巴塘河）（中国語版）
    - 通天河（中国語版）
      - 楚瑪爾河（チュマル河）
      - 当曲（ダムチュ）
        - 布曲（ブチュ）（中国語版）

      - 沱沱河（トト河）
- 銭塘江-富春江-新安江（中国語版）
  - 曹娥江（中国語版）
  - 浦陽江（中国語版）
  - 蘭江（中国語版）
    - 衢江 (河川)（中国語版）
    - 金華江（中国語版）

  - 練江 (安徽)（中国語版）
  - 横江 (新安江)（中国語版）
    - 龍川 (横江)
    - 豊渓河 (横江)
- 甬江（中国語版）
- 小浹江（中国語版）
- 椒江（中国語版）
- 甌江（中国語版）
- 飛雲江（中国語版）
- 鰲江（中国語版）
- 敖江（中国語版）

- 閩江
  - 尤渓（中国語版）
  - 建渓（中国語版）
  - 沙渓（中国語版）
  - 富屯渓（中国語版）

### 台湾海峡
- 龍江 (福建省)
- 萩芦渓（中国語版）
- 木蘭渓（中国語版）
- 洛陽江（中国語版）
- 晋江
- 九龍江（中国語版）

### 南シナ海
- 詔安東渓（中国語版）
- 黄岡河（中国語版）
- 韓江
  - 梅江
    - 寧江

  - 汀江
- 榕江
- 練江 (広東)（中国語版）
- 龍江 (広東)（中国語版）
- 螺河（中国語版）
- 黄江 (広東)（中国語版）
- 深圳河

- 珠江
  - 東江 (中国)
    - 新豊江（中国語版）
    - 尋烏水（中国語版）
    - 定南水（中国語版）

  - 西江
    - 賀江（中国語版）
    - 桂江
      - 漓江

    - 潯江（中国語版）
      - 鬱江-邕江
        - 左江
        - 右江

    - 黔江（中国語版）
      - 柳江
        - 融江
        - 龍江 (柳江)（中国語版）

      - 紅水河（中国語版）
        - 北盤江
        - 南盤江（中国語版）
          - 巴江
          - 曲江 (南盤江)（中国語版）
            - 練江 (猊江)（中国語版）

  - 北江
    - 湞江（中国語版）

  - 流渓河（中国語版）
- 潭江（中国語版）
- 漠陽江（中国語版）
- 鑑江（中国語版）
- 南渡河 (雷州半島)（中国語版）
- 九洲江（中国語版）
- 南流江（中国語版）
  - 武利江（中国語版）
  - 欽江（中国語版）

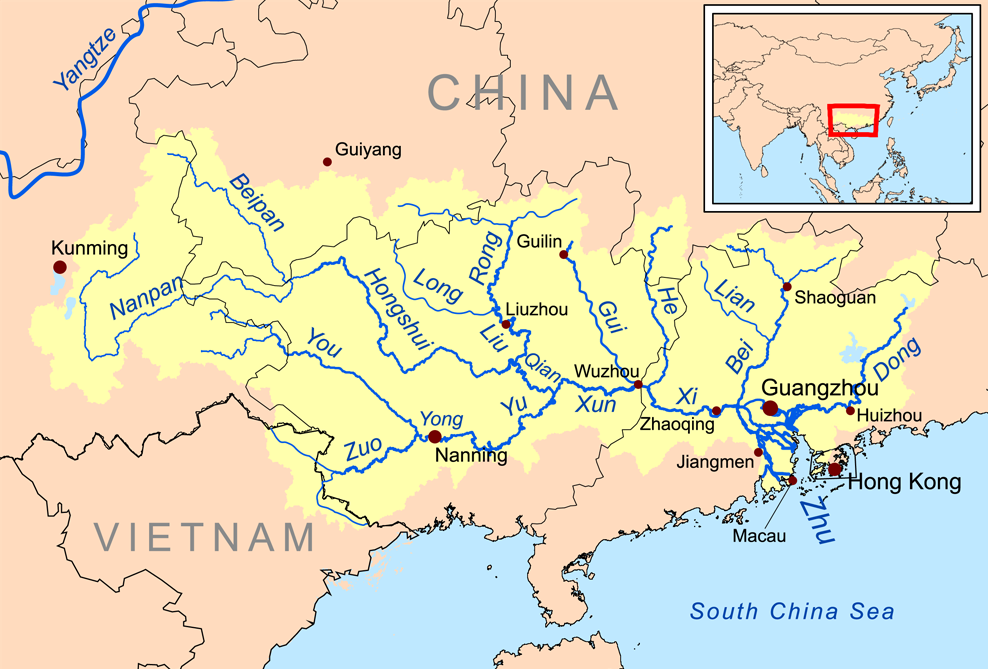
珠江流域図

- 北崙河（中国語版）：河口は中国・ベトナム国境。

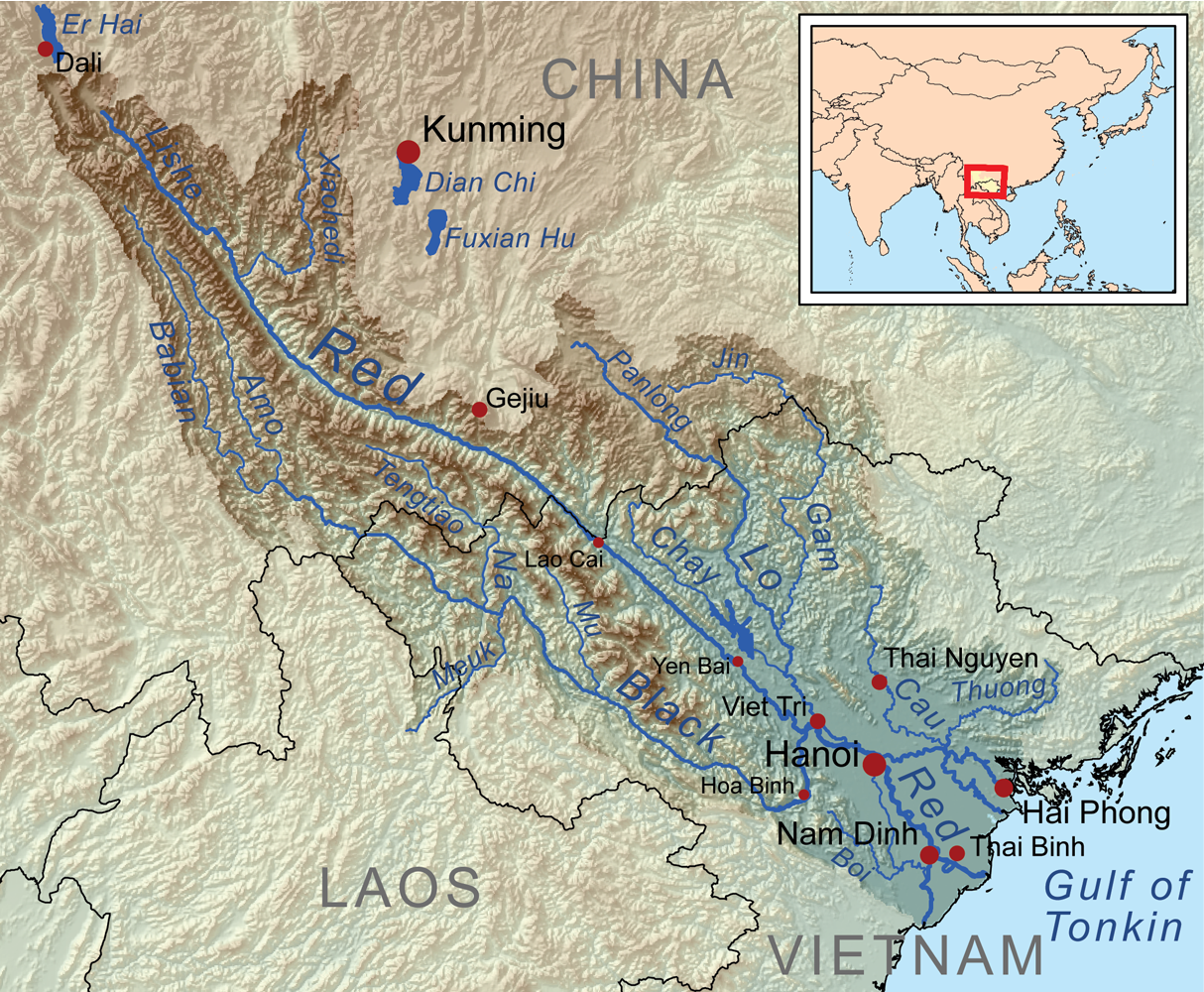
ホン川（紅河）流域図

- ホン川（紅河）※-元江 (紅河)（中国語版）：河口はベトナム。中国・ベトナム国境にてホン川に改称。
  - ロ川（瀘江）※-南温河-盤龍江 (紅河)（中国語版）：下流はベトナム。中国・ベトナム国境にてロ川に改称。
    - 沚江（中国語版）：上流と下流はベトナム。流路の一部が中国・ベトナム国境。
    - 吟江（カム川）（中国語版）：下流はベトナム。
      - 百都河（中国語版）：下流はベトナム。

    - 沔江※
      - 八布河（中国語版）：下流はベトナム。ベトナム国内で沔江に合流。

  - ダ川（沱江）※-李仙江（中国語版）：下流はベトナム。中国・ベトナム国境にてダ川に改称。
    - 南那河※-籐條江（中国語版）：下流はベトナム。中国・ベトナム国境にて南那河に改称。ベトナム国内でダ川に合流。
    - 阿墨江（中国語版）

  - 儒桂河※-南利河（中国語版）：下流はベトナム。中国・ベトナム国境にて儒桂河に改称。
  - 南渓河 (元江)（中国語版）：下流は中国・ベトナム国境。
  - 緑汁江（中国語版）

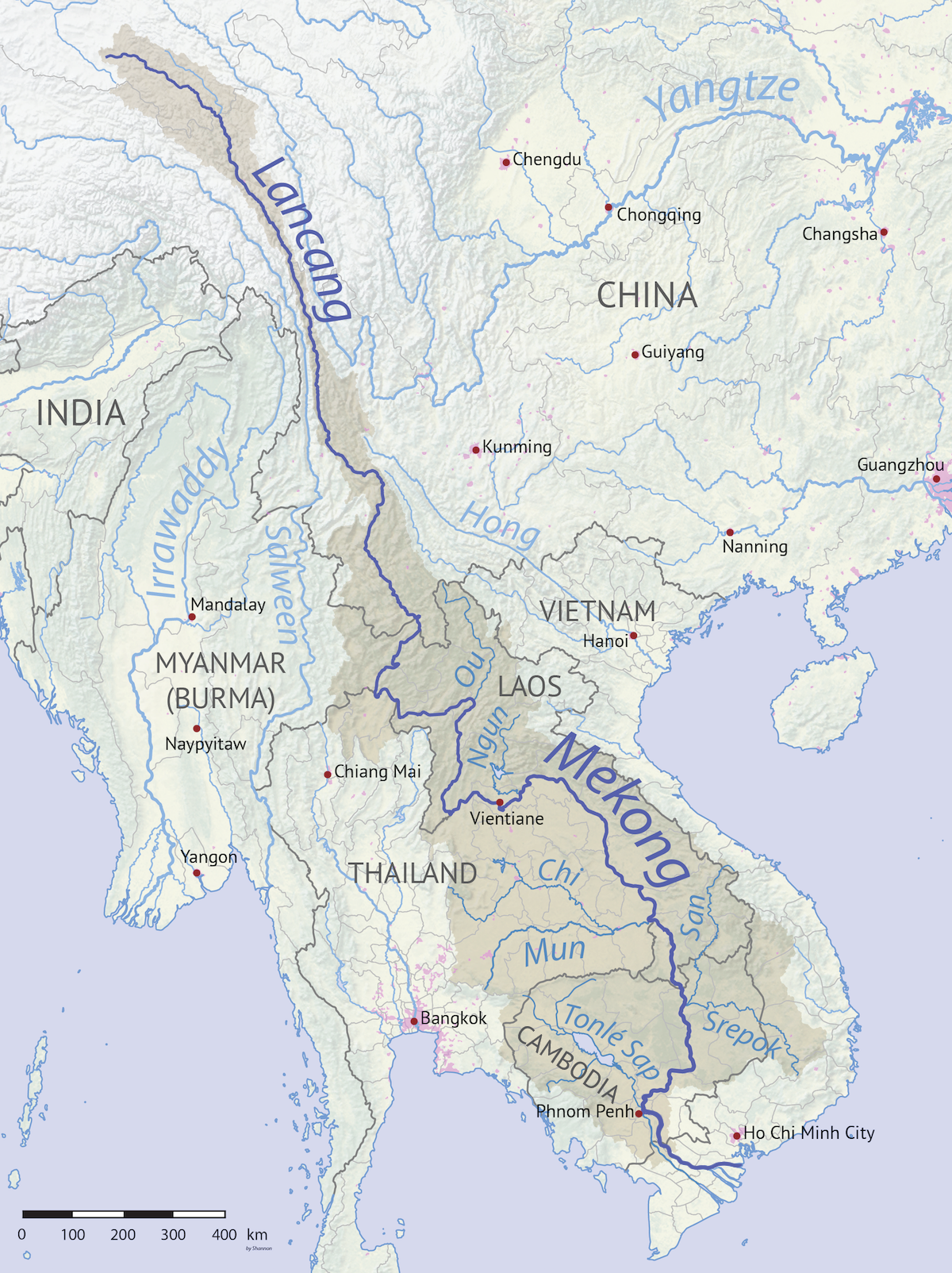
メコン川（瀾滄江）流路図

- メコン川※-瀾滄江：河口はベトナム。ミャンマー・ラオス国境にてメコン川に改称。
  - 南塁河（中国語版）：下流はミャンマー。
    - 南覧河（中国語版）：下流はミャンマー。
    - 南桔河

  - 南臘河 (瀾滄江)（中国語版）：メコン川への合流点は中国・ミャンマー・ラオス国境。
    - 南潤河（中国語版）
    - 南皮河（中国語版）

  - 羅梭江（補遠江、南班河）（中国語版）
  - 小黒江 (瀾滄江左支流)
    - 威遠江（中国語版）

  - 小黒江 (瀾滄江右支流)（中国語版）
  - 漾濞江（黒恵江）（中国語版）
  - 色曲 (瀾滄江)（中国語版）
  - 麦曲 (瀾滄江)（中国語版）
  - 昂曲
  - 子曲（中国語版）

### アンダマン海

サルウィン川（怒江）流路図

- サルウィン川※-怒江：河口はミャンマー。中国・ミャンマー国境にてサルウィン川に改称。
  - 南卡江（中国語版）：下流はミャンマー。
    - 南馬河 (中国)（中国語版）

  - 南滾河（中国語版）：下流はミャンマー。
  - 南定河（南汀河）（中国語版）：下流はミャンマー。
  - 万馬河 (サルウィン川)
  - 勐波羅河（中国語版）
  - 蘇帕河
  - 施甸河
  - 羅明壩河
  - 玉曲（中国語版）
  - 姐曲（中国語版）
  - 索曲（中国語版）
  - 下秋曲（中国語版）

- エーヤワディー川※：本流はミャンマー。

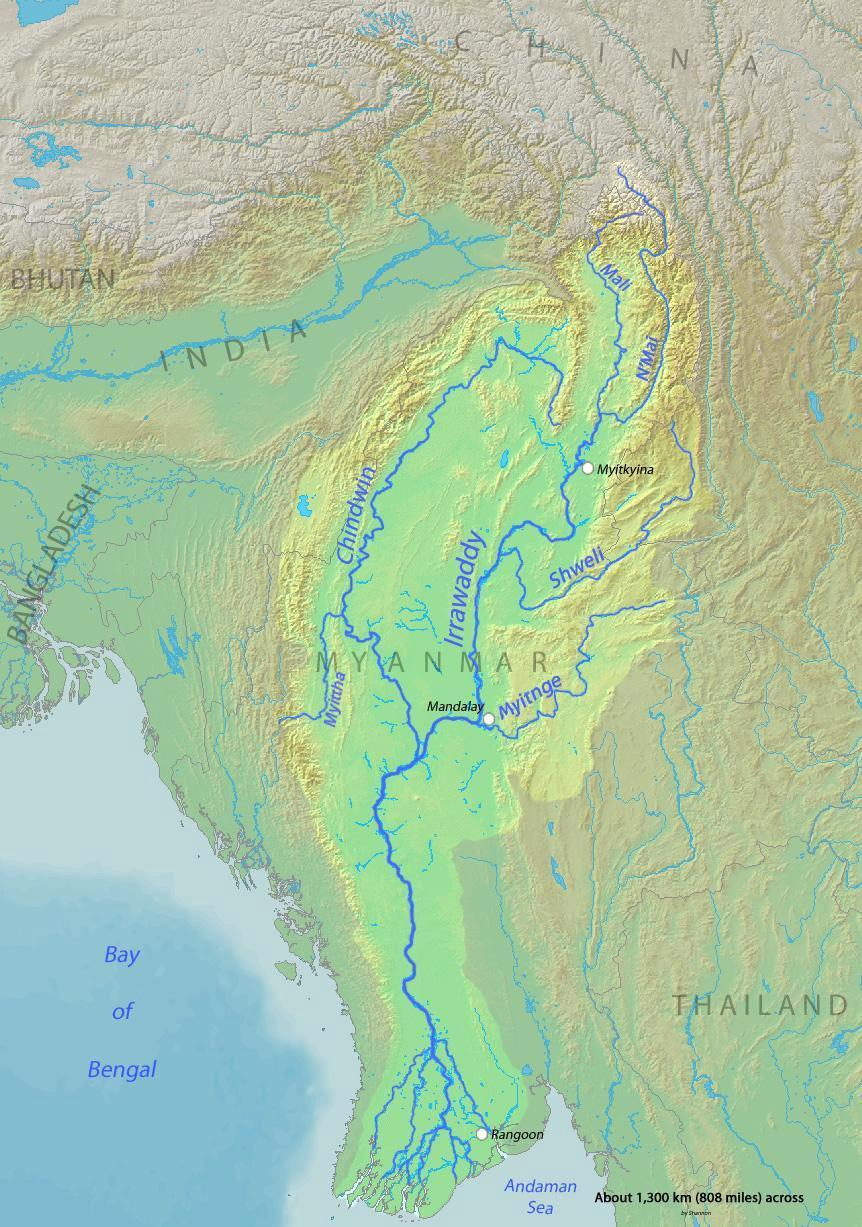
エーヤワディー川流域図

  - シュウェリ川（瑞麗江、龍川江）（中国語版）：下流はミャンマー。
    - 南畹河（中国語版）

  - ターペイン川（タピン川）※-大盈江（中国語版）：下流はミャンマー。中国・ミャンマー国境にてターペイン川に改称。
  - ンマイ川※-独龍江（中国語版）：下流はミャンマー。中国・ミャンマー国境にてンマイ川に改称。

### ベンガル湾

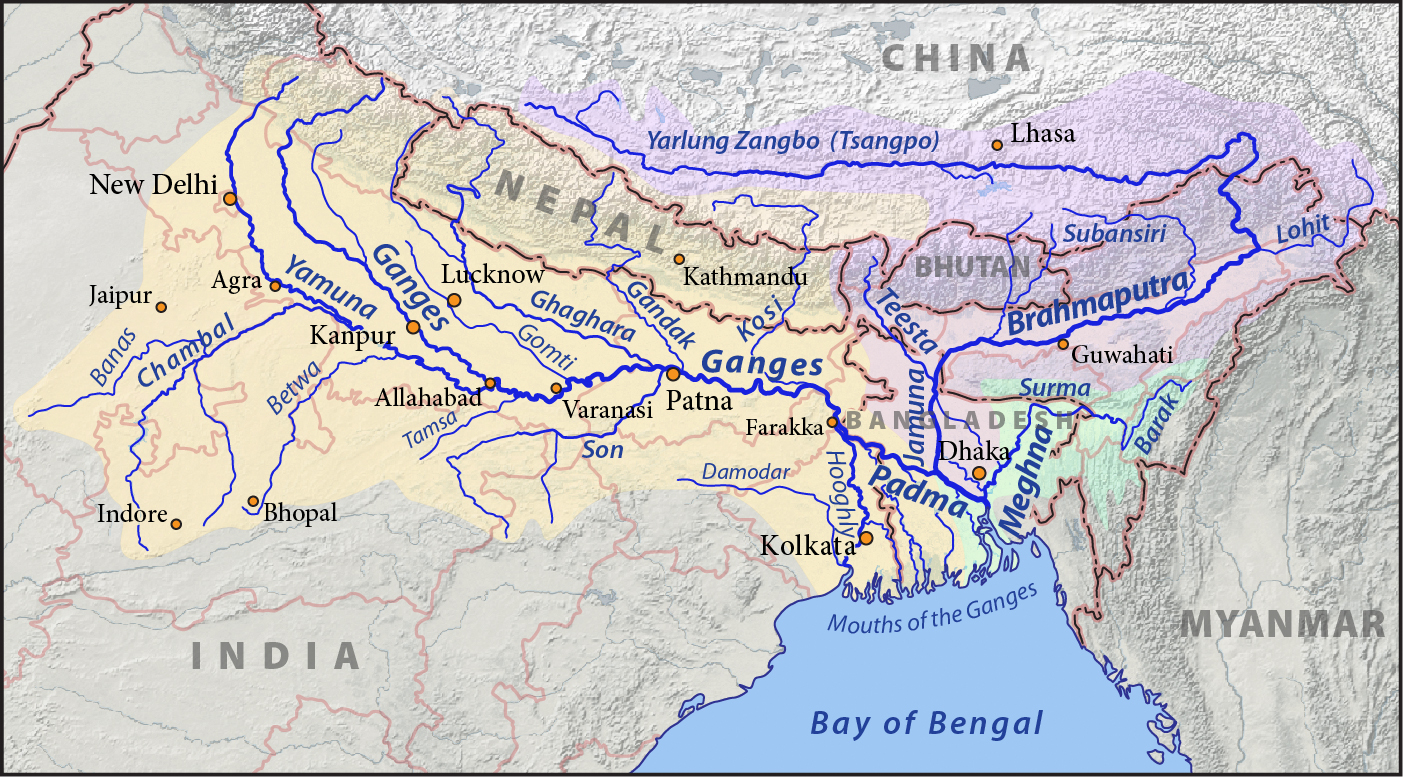
ブラマプトラ川、ガンジス川流域図

- ブラマプトラ川※-ヤルンツァンポ川（雅魯蔵布江）：河口はバングラデシュ。インド国内にてブラマプトラ川に改称。
  - トルサ川※-アモ・チュ（アモ川）※-康布麻曲（中国語版）：下流はブータン。中国・ブータン国境にてアモ・チュに改称。
  - マナス川※（中国語版）：本流はブータン、インド。
    - クリ・チュ（クリ川）※-洛扎曲（中国語版）：下流はブータン。中国・ブータン国境にてクリ・チュに改称。
    - ドラングム・チュ※-娘江曲（中国語版）：下流はブータン。中国・ブータン国境にてドラングム・チュに改称。
      - 達旺曲（中国語版）

  - スバンシリ川※-西巴霞曲（中国語版）：下流はインド。中国・インド国境にてスバンシリ川に改称。
  - ロフィット川※-察隅河（中国語版）：下流はインド。中国・インド国境にてロフィット川に改称。
  - パロンツァンポ川（帕隆蔵布）（中国語版）
  - ニャン川（尼洋河）（中国語版）
  - ヤルン川（雅礱河、雅隆河）（中国語版）
  - ラサ川（拉薩河）
  - 年楚河（中国語版）
  - 多雄蔵布（中国語版）
  - ダムチョクズァンボ（当却蔵布、馬泉河）（中国語版）
- ガンジス川※：本流はインド、バングラデシュ。
  - コシ川※（中国語版）：本流はネパール、インド。
    - タマコシ川※-絨轄曲（中国語版）：下流はネパール。中国・ネパール国境にてタマコシ川に改称。
      - 拉不及孔蔵布（中国語版）：下流はネパール。
        - 平布蔵布（中国語版）：下流はネパール。

    - アルン川※（中国語版）-朋曲（澎曲）（中国語版）：下流はネパール。中国・ネパール国境にてアルン川に改称。
    - スンコシ川※-波曲（麻章蔵布）（中国語版）：下流はネパール。中国・ネパール国境にてスンコシ川に改称。
      - 波特科西河（中国語版）

  - ガンダキ川※（中国語版）：本流はネパール、インド。
    - トリシュリ川※-吉隆蔵布（中国語版）：本流はネパール。中国・ネパール国境にてトリシュリ川に改称。
      - ブリガンダキ川※-鬥嘎爾河（中国語版）：下流はネパール。中国・ネパール国境にてブリガンダキ川に改称。
      - 桑青河（中国語版）：流路の一部は中国・ネパール国境。

  - ガーグラー川※-カルナリ川※-馬甲蔵布（孔雀河）（中国語版）：下流はネパール。中国・ネパール国境にてカルナリ川に改称。

### アラビア海

インダス川流域図

- インダス川※-獅泉河（森格蔵布）（中国語版）：河口はパキスタン。中国・パキスタン国境にてインダス川に改称。
  - パンジャナード川（中国語版）※：本流はパキスタン。
    - サトレジ川※-象泉河（ランチェン・ツァンポ、朗欽蔵布）（中国語版）：下流はインド。中国・インド国境にてサトレジ川に改称。
      - スピッティ川※（中国語版）：本流はインド。
        - 帕里曲（中国語版）：上流と下流はインド。

  - ショク川※-奇普恰普河（中国語版）：カシミール帰属未定地域のアクサイチンを流れる。インド実効支配地域にてショク川に改称。
    - チャンチェンモ川（羌臣摩河）：下流はインド。カシミール帰属未定地域のアクサイチンを流れる。
      - カクラン川※（空朗昌波河）：本流はインド。
        - 昌隆河（中国語版）：下流はインド。カシミール帰属未定地域のアクサイチンを流れる。

    - ガルワン川（中国語版）：下流はインド。カシミール帰属未定地域のアクサイチンを流れる。
    - 西大溝（中国語版）：下流はインド。カシミール帰属未定地域のアクサイチンを流れる。
      - 天南河（中国語版）：下流はインド。カシミール帰属未定地域のアクサイチンを流れる。

  - ガルツァンポ川（噶爾蔵布）（中国語版）
  - 朗曲

### 北極海

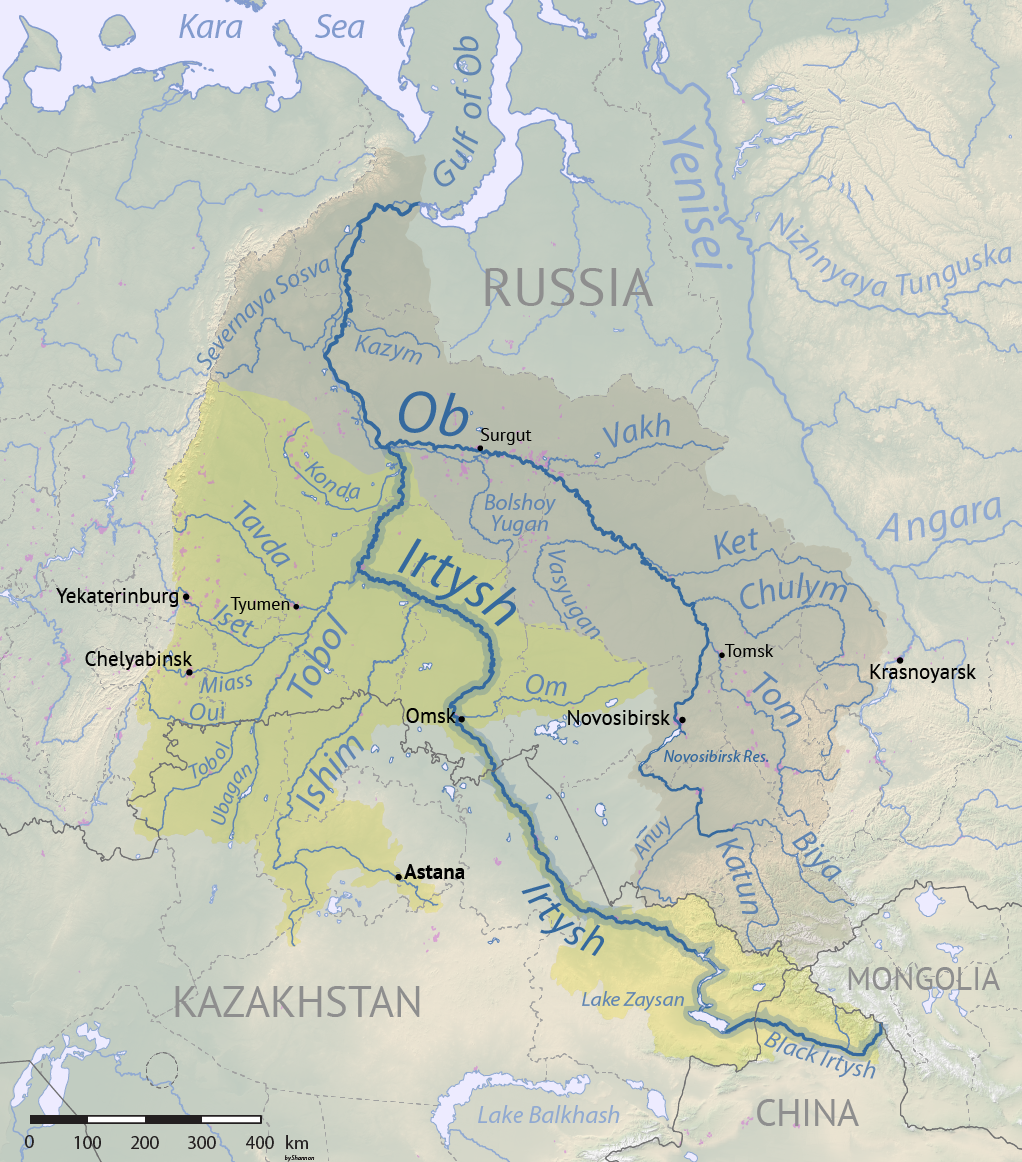
オビ川・エルティシ川流域図

- オビ川※：河口はロシア。
  - エルティシ川：下流はカザフスタン。
    - ブルチン川（布爾津河）（中国語版）
      - ホム川（禾木河）（中国語版）
        - カナス川（喀納斯河）

### 内陸流域
ジュンガル盆地
- ウルングル川（烏倫古河）：ウルングル湖に流入。
- 白楊川（納木郭勒河）：アイリク湖（艾里克湖）に流入。
- マナス川 (新疆ウイグル自治区)（瑪納斯河）：マナス湖に流入。

アラコル湖流域
- エミル川（額敏河）：下流はカザフスタン。アラコル湖へ流入。
- テレクティ川（鉄列克提河）：下流はカザフスタン。ジャラナシュコリ湖へ流入。

イリ盆地

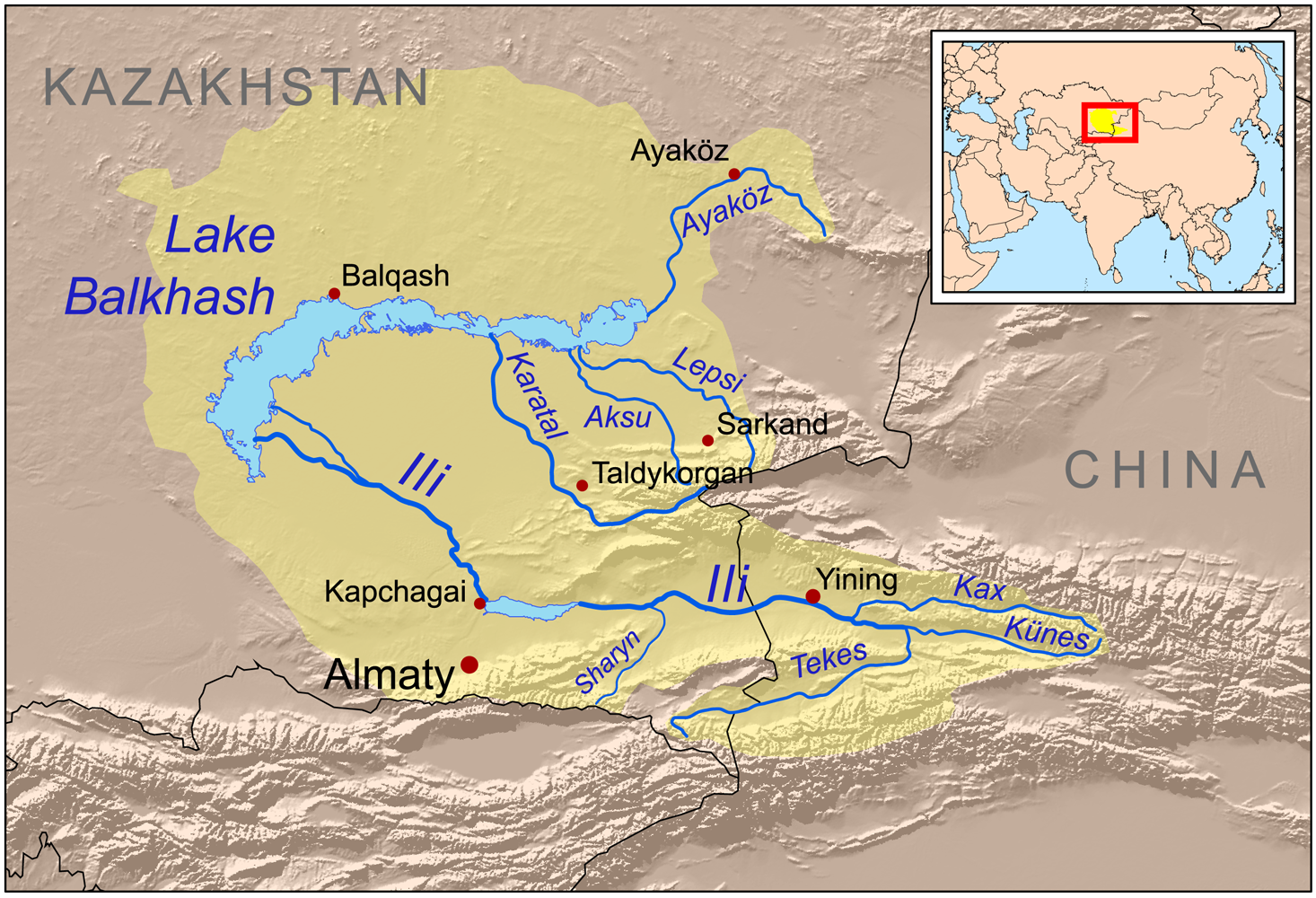
イリ川流域図

- イリ川（伊犁河）：下流はカザフスタン。バルハシ湖へ流入。
  - コルガス川（霍爾果斯河）：流路が中国・カザフスタン国境。
  - カシュ川（喀什河）（中国語版）
  - キュネス川（クンゲス川、鞏乃斯河）（中国語版）
  - テケス川（特克斯河）（中国語版）：上流はカザフスタン。

タリム盆地

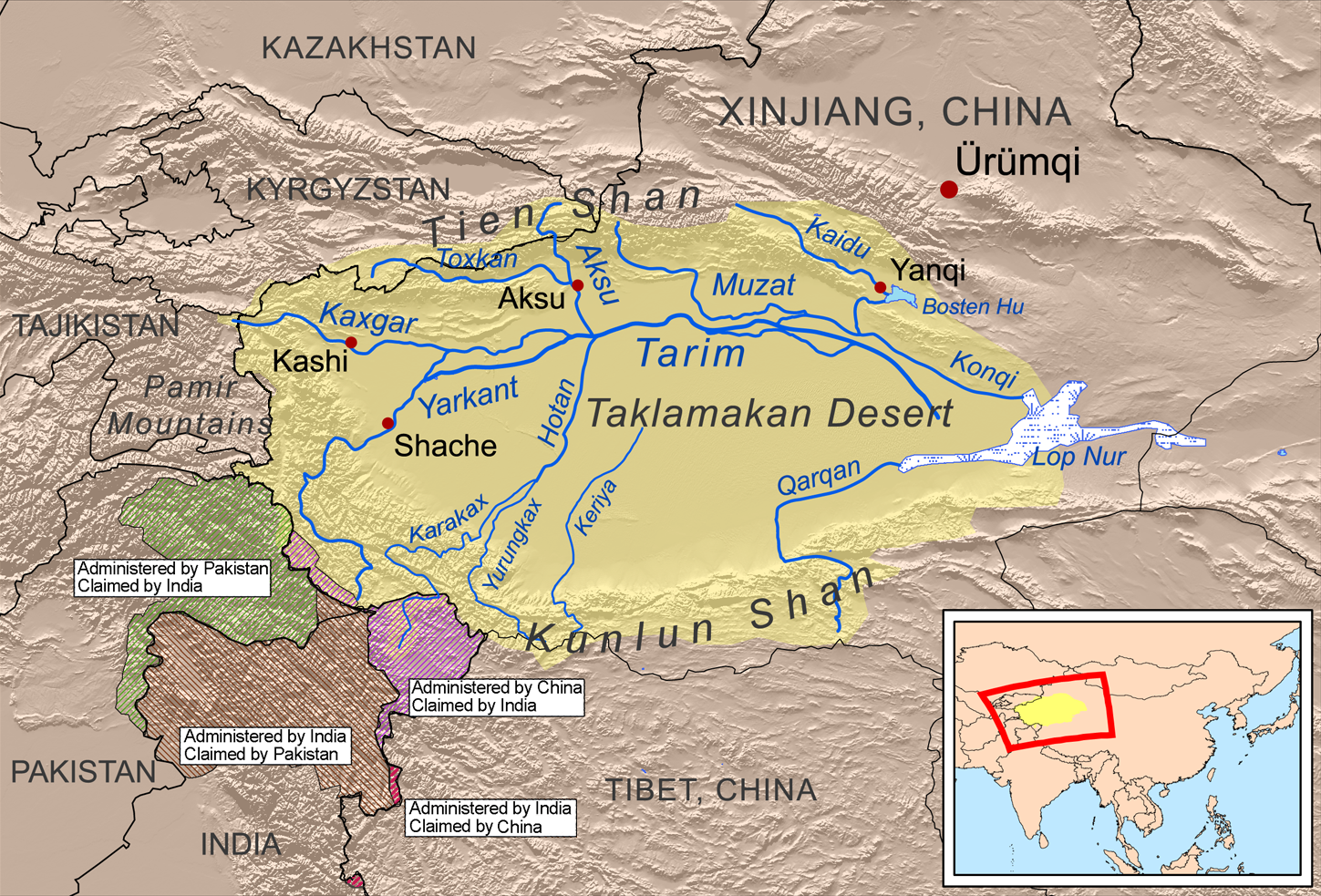
タリム川流域図

- タリム川（塔里木河）：かつてはロプノール、カラ・コシュンに流入。現在はタイテマ湖（台特瑪湖）へ流入。
  - 孔雀河：現在は合流せず途中で涸れ川となる。
    - ボステン湖（博斯騰湖）
      - 開都河

  - 渭干河（中国語版）：現在は合流せず途中で涸れ川となる。
    - ムザルト川（木扎爾特河）

  - ホータン川（和田河）
    - 黒玉河（カラカシュ川、喀拉喀什河）
    - 白玉河（ユルンカシュ川、玉龍喀什河）

  - アクス川（阿克蘇河）
    - タシカン川（托什干河）

  - ヤルカンド川（葉爾羌河）
    - カシュガル川（喀什噶爾河）：現在は合流せず途中で涸れ川となる。
    - タシュクルガン川（塔什庫爾干河）（中国語版）
    - シャクスガン川（克勒青河、沙克斯干河）（中国語版）：中流の一部でパキスタンとの国境を流れる。
      - 克里満河：パキスタンとの国境を流れる。
- チャルチャン川（車爾臣河、且末河）：かつてはロプノールに流入。現在はタイテマ湖（カラ・コシュン）へ流入。
- 疏勒河（中国語版）：かつてはロプノールに流入。
  - 党河（中国語版）
  - 芦草河
    - 楡林河（踏実河）（中国語版）

  - 昌馬河
- カラタシュ川（英語版）

居延海流域
- エジナ河（額済納河、黒河、弱水）：居延湖へ流入。

ツァイダム盆地
- ゴルムド川（格爾木河）（中国語版）：チャルハン塩湖内のダブスン湖（達布遜湖）へ流入。

内モンゴル
- ウルゲン川（烏拉蓋河、烏拉蓋爾河）

### 海南島
南渡江を起点に、時計回りに記載。
- 南渡江（中国語版）
  - 海甸河
- 南洋河
- 珠渓河
- 宝陵河（中国語版）
- 文教河
- 潭門港
- 万泉河（中国語版）
- 龍頭河
- 太陽河 (海南)（中国語版）
- 港坡河
- 陵水河（中国語版）
- 深田河
- 藤橋河 (海南)（中国語版）
- 三亜河（中国語版）
- 寧遠河 (海南)（中国語版）
- 望楼河（中国語版）
- 白沙河
- 南港河
- 感恩河（中国語版）
- 通天河
- 羅帯河
- 北黎河
- 昌化江（中国語版）
- 珠碧江（中国語版）
- 春江（中国語版）
- 北門江（中国語版）
- 文瀾河（中国語版）
- 池海河

### 運河
- 京杭大運河
- 霊渠
- 蘇北灌漑総渠（中国語版）
- 膠萊河（中国語版）
- 胥河（中国語版）

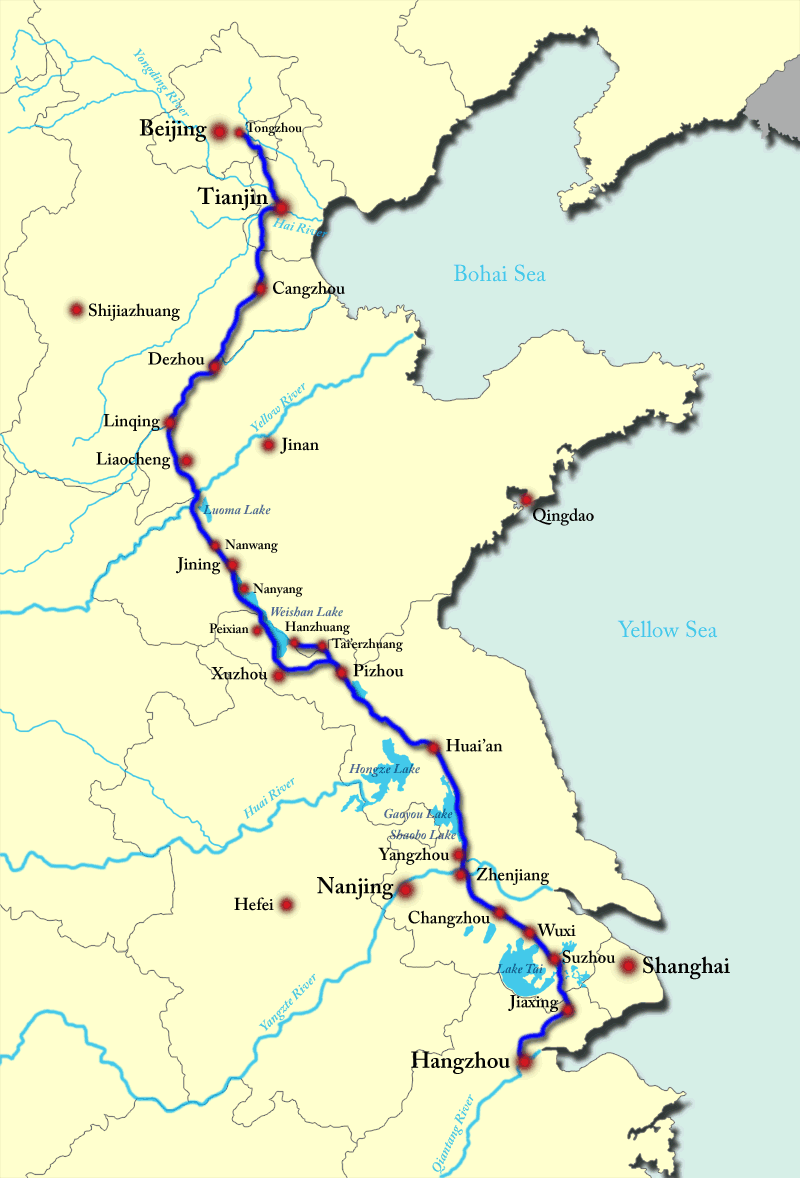
京杭大運河図

- イルティシュ・カラマイ・ウルムチ運河（635工程）